# Letnie Mistrzostwa Świata Weteranów w Skokach Narciarskich 2009
Letnie Mistrzostwa Świata Weteranów w Skokach Narciarskich 2009 – czwarta edycja letnich mistrzostw świata weteranów w skokach narciarskich, rozegrana w dniach 18 do 19 września w Einsiedeln

## Medaliści
| Kategoria wiekowa    | Złoty medal            | Kraj            | Odl.            | Pkt    | Srebrny medal          | Kraj                   | Odl.                   | Pkt                    | Brązowy medal             | Kraj                      | Odl.                      | Pkt                       |
| -------------------- | ---------------------- | --------------- | --------------- | ------ | ---------------------- | ---------------------- | ---------------------- | ---------------------- | ------------------------- | ------------------------- | ------------------------- | ------------------------- |
| K-25                 |                        |                 |                 |        |                        |                        |                        |                        |                           |                           |                           |                           |
| MĘŻCZYŹNI            |                        |                 |                 |        |                        |                        |                        |                        |                           |                           |                           |                           |
| Klasa 8 (65 – 69)    | Olle Stromvall         | Szwecja         | 16,5 m 17,5 m   | 139,6  | Wystartował 1 zawodnik | Wystartował 1 zawodnik | Wystartował 1 zawodnik | Wystartował 1 zawodnik | Wystartował 1 zawodnik    | Wystartował 1 zawodnik    | Wystartował 1 zawodnik    | Wystartował 1 zawodnik    |
| Klasa 7 (50 – 54)    | Ake Saloniemi          | Szwecja         | 17,5 m 18,5 m   | 153,4  | Kurent Aleksander-Saso | Słowenia               | 16,5 m 16,5 m          | 140,2                  | Reino Waara               | Szwecja                   | 16,5 m 17,5 m             | 137,1                     |
| Klasa 6 (55 – 59)    | Stanislav Sel          | Słowenia        | 17,0 m 17,0 m   | 141,6  | Wystartował 1 zawodnik | Wystartował 1 zawodnik | Wystartował 1 zawodnik | Wystartował 1 zawodnik | Wystartował 1 zawodnik    | Wystartował 1 zawodnik    | Wystartował 1 zawodnik    | Wystartował 1 zawodnik    |
| Klasa 4 (45 – 49)    | Milan Potocnik         | Słowenia        | 19,0 m 19,0 m   | 151,7  | Hans-Jörg Hochsattel   | Niemcy                 | 16,0 m 16,5 m          | 126,0                  | Janko Roselj              | Słowenia                  | 16,0 m 16,0 m             | 122,8                     |
| Klasa 3 (40 – 44)    | Markus Zurcher         | Szwajcaria      | 20,5 m 22,0 m   | 184,5  | Jason Weller           | Wielka Brytania        | 6,0 m 6,0 m            | 24,8                   | Wystartowało 2 zawodników | Wystartowało 2 zawodników | Wystartowało 2 zawodników | Wystartowało 2 zawodników |
| KOBIETY              |                        |                 |                 |        |                        |                        |                        |                        |                           |                           |                           |                           |
| Klasa OPEN (30 – 34) | Heike Horack           | Niemcy          | 18,5 m 19,0 m   | 161,5  | Steffi Weixler         | Austria                | 16,5 m 17,5 m          | 137,6                  | Elisabeth Nowak           | Austria                   | 14,5 m 14,0 m             | 106,9                     |
| K-45                 |                        |                 |                 |        |                        |                        |                        |                        |                           |                           |                           |                           |
| MĘŻCZYŹNI            |                        |                 |                 |        |                        |                        |                        |                        |                           |                           |                           |                           |
| Klasa 10 (75 – 79)   | Richard Diess          | Austria         | 34,0 m 34,5 m   | 143,7  | Wystartował 1 zawodnik | Wystartował 1 zawodnik | Wystartował 1 zawodnik | Wystartował 1 zawodnik | Wystartował 1 zawodnik    | Wystartował 1 zawodnik    | Wystartował 1 zawodnik    | Wystartował 1 zawodnik    |
| Klasa 8 (65 – 69)    | Olle Stromvall         | Szwecja         | 31,5 m 32,0 m   | 122,7  | Wystartował 1 zawodnik | Wystartował 1 zawodnik | Wystartował 1 zawodnik | Wystartował 1 zawodnik | Wystartował 1 zawodnik    | Wystartował 1 zawodnik    | Wystartował 1 zawodnik    | Wystartował 1 zawodnik    |
| Klasa 7 (60 – 64)    | Jan Ringseth           | Norwegia        | 35,0 m 36,0 m   | 145,7  | Reino Waara            | Szwecja                | 31,0 m 30,5 m          | 92,3                   | Wystartowało 2 zawodników | Wystartowało 2 zawodników | Wystartowało 2 zawodników | Wystartowało 2 zawodników |
| Klasa 6 (55 – 59)    | Sindre Helland         | Norwegia        | 34,5 m 35,5 m   | 150,0  | Alfred Stollberg       | Niemcy                 | 28,0 m 28,5 m          | 87,3                   | Wystartowało 2 zawodników | Wystartowało 2 zawodników | Wystartowało 2 zawodników | Wystartowało 2 zawodników |
| Klasa 5 (50 – 54)    | Jurgen Stielow         | Niemcy          | 39,5 m 40,0 m   | 176,4  | Alf Johnny Jenssen     | Norwegia               | 37,0 m 38,0 m          | 170,0                  | Vasiliy Nikiforuk         | Norwegia                  | 31,5 m 33,0 m             | 132,4                     |
| Klasa 4 (45 – 49)    | Alan Donald Jones      | Wielka Brytania | 36,5 m 38,5 m   | 162,5  | Hans-Jörg Hochsattel   | Niemcy                 | 26,0 m 28,0 m          | 83,3                   | Janko Roselj              | Słowenia                  | 25,0 m 26,0 m             | 71,7                      |
| Klasa 3 (40 – 44)    | Kristof Gaspirc        | Słowenia        | 40,0 m 40,0 m   | 178,5  | Jens-Peter Reiner      | Niemcy                 | 38,5 m 40,5 m          | 178,3                  | Peter Slatnar             | Słowenia                  | 38,0 m 40,5 m             | 174,7                     |
| Klasa 2 (35 – 39)    | Thomas Hillbrand       | Austria         | 41,5 m 43,5 m   | 207,5  | Ralf Schnyder          | Szwajcaria             | 35,5 m 38,5 m          | 166,3                  | Alexandr Postanogov       | Rosja                     | 35,5 m 38,5 m             | 164,8                     |
| Klasa 1 (30 – 34)    | Alexander Winterhalder | Wielka Brytania | 40,5 m 40,0 m   | 175,6  | Wystartował 1 zawodnik | Wystartował 1 zawodnik | Wystartował 1 zawodnik | Wystartował 1 zawodnik | Wystartował 1 zawodnik    | Wystartował 1 zawodnik    | Wystartował 1 zawodnik    | Wystartował 1 zawodnik    |
| KOBIETY              |                        |                 |                 |        |                        |                        |                        |                        |                           |                           |                           |                           |
| Klasa OPEN (30 – 34) | Heike Horack           | Niemcy          | 30,0 m 30,5 m   | 111,6  | Steffi Weixler         | Austria                | 30,0 m 31,5 m          | 86,3                   | Elisabeth Nowak           | Austria                   | 25,5 m 26,0 m             | 72,8                      |
| K-70                 |                        |                 |                 |        |                        |                        |                        |                        |                           |                           |                           |                           |
| Klasa 10 (74 – 79)   | Richard Diess          | Austria         | 42,0 m 43,0 m   | 90,5   | Wystartował 1 zawodnik | Wystartował 1 zawodnik | Wystartował 1 zawodnik | Wystartował 1 zawodnik | Wystartował 1 zawodnik    | Wystartował 1 zawodnik    | Wystartował 1 zawodnik    | Wystartował 1 zawodnik    |
| Klasa 7 (60 – 64)    | Jan Ringseth           | Norwegia        | 48,0 m 49,0 m   | 1110,4 | Wystartował 1 zawodnik | Wystartował 1 zawodnik | Wystartował 1 zawodnik | Wystartował 1 zawodnik | Wystartował 1 zawodnik    | Wystartował 1 zawodnik    | Wystartował 1 zawodnik    | Wystartował 1 zawodnik    |
| Klasa 5 (50 – 54)    | Arne Jens Jorgensen    | Norwegia        | 61,5 m 67,0 m   | 190,7  | Jurgen Stielow         | Niemcy                 | 64,0 m 60,0 m          | 172,3                  | Stein Arne Hoel           | Norwegia                  | 62,0 m 58,0 m             | 164,0                     |
| Klasa 4 (45 – 49)    | Tom Sandvik            | Norwegia        | 61,5 m 61,5 m   | 173,6  | Knut Bjerke            | Norwegia               | 60,0 m 57,0 m          | 164,9                  | Alan Donald Jones         | Wielka Brytania           | 57,0 m 57,5 m             | 152,4                     |
| Klasa 3 (40 – 44)    | Gerard Balanche        | Szwajcaria      | 67,5 m 68,5 m   | 210,7  | Andreas Schaad         | Szwajcaria             | 66,0 m 69,0 m          | 207,5                  | James Lambert             | Wielka Brytania           | 68,5 m 69,0 m             | 205,5                     |
| Klasa 2 (35 – 39)    | Bruno Reuteler         | Szwajcaria      | 73,5 m 70,5 m   | 232,3  | Marko Gohlke           | Niemcy                 | 71,0 m 69,5 m          | 222,6                  | Alexander Diess           | Austria                   | 69,0 m 67,5 m             | 207,8                     |
| Klasa 1 (30 – 34)    | Joakim Helland         | Norwegia        | 70,0 m 67,5 m   | 209,5  | Erich Herrmann         | Szwajcaria             | 65,0 m 65,0 m          | 196,0                  | Wystartowało 2 zawodników | Wystartowało 2 zawodników | Wystartowało 2 zawodników | Wystartowało 2 zawodników |
| Klasa 0 (20 – 29)    | Andy Hartmann          | Szwajcaria      | 74,5 m 71,5 m   | 233,7  | Kusi Steiner           | Szwajcaria             | 60,0 m 60,0 m          | 152,5                  | Daniel Braatz             | Niemcy                    | 58,0 m 61,0 m             | 171,3                     |
| K-105                |                        |                 |                 |        |                        |                        |                        |                        |                           |                           |                           |                           |
| Klasa 5 (50 – 54)    | Arne Jens Jorgensen    | Norwegia        | 84,0 m 90,5 m   | 150,6  | Stein Arne Hoel        | Norwegia               | 78,0 m 78,0 m          | 105,8                  | Torry Ringkilen           | Norwegia                  | 68,0 m 70,0 m             | 78,4                      |
| Klasa 4 (45 – 49)    | Knut Bjerke            | Szwecja         | 73,0 m 72,0 m   | 96,5   | Wystartował 1 zawodnik | Wystartował 1 zawodnik | Wystartował 1 zawodnik | Wystartował 1 zawodnik | Wystartował 1 zawodnik    | Wystartował 1 zawodnik    | Wystartował 1 zawodnik    | Wystartował 1 zawodnik    |
| Klasa 3 (40 – 44)    | Gerard Balanche        | Szwajcaria      | 92,0 m 79,0 m   | 149,8  | Robert Petersson       | Wielka Brytania        | 85,0 m 82,5 m          | 137,0                  | James Lambert             | Wielka Brytania           | 84,0 m 84,0 m             | 110,4                     |
| Klasa 2 (35 – 39)    | Marko Gohlke           | Niemcy          | 105,0 m 100,5 m | 216,4  | Bruno Reuteler         | Szwajcaria             | 105,0 m 101,0 m        | 214,3                  | Alexander Diess           | Austria                   | 96,0 m 100,0 m            | 192,3                     |
| Klasa 1 (30 – 34)    | Joakim Helland         | Norwegia        | 97,0 m 94,0 m   | 183,3  | Wystartował 1 zawodnik | Wystartował 1 zawodnik | Wystartował 1 zawodnik | Wystartował 1 zawodnik | Wystartował 1 zawodnik    | Wystartował 1 zawodnik    | Wystartował 1 zawodnik    | Wystartował 1 zawodnik    |
| Klasa 0 (20 – 29)    | Andy Hartman           | Szwajcaria      | 106,0 m 104,0 m | 221,5  | Fabian Gerber          | Szwajcaria             | 96,0 m 92,0 m          | 181,4                  | Heiri Kaelin              | Szwajcaria                | 97,0 m 86,0 m             | 165,9                     |

## Statystyka
| Miejsce | Kraj            | Złoto | Srebro | Brąz | Razem |
| ------- | --------------- | ----- | ------ | ---- | ----- |
| 1.      | Norwegia        | 8     | 3      | 3    | 14    |
| 2.      | Szwajcaria      | 6     | 6      | 1    | 13    |
| 3.      | Niemcy          | 4     | 6      | 1    | 11    |
| 4.      | Szwecja         | 4     | 1      | 1    | 6     |
| 5.      | Austria         | 3     | 2      | 4    | 9     |
| 6.      | Słowenia        | 3     | 1      | 3    | 7     |
| 7.      | Wielka Brytania | 2     | 2      | 3    | 7     |
| 8.      | Rosja           | 0     | 0      | 1    | 1     |